# Schustergasse 20 (Marktbreit)

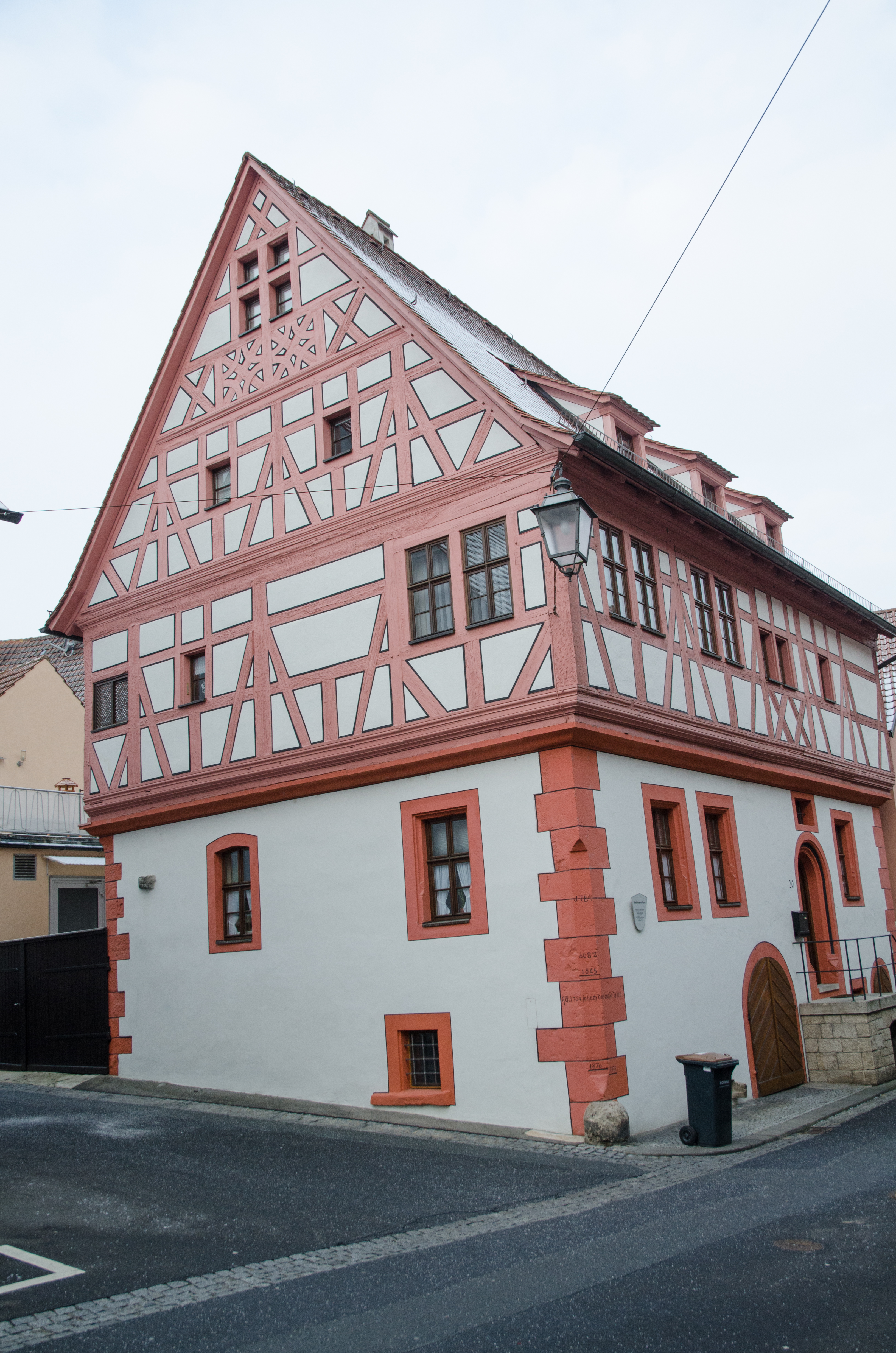
Das Haus Schustergasse 20

Das Haus Schustergasse 20 (früher Hausnummer 86) ist ein denkmalgeschütztes Gebäude in der Altstadt des unterfränkischen Marktbreit. Eventuell wurde es vom Baumeister Hans Keesebrod errichtet.

## Geschichte
Das Haus an einer kleinen Seitenstraße der Schustergasse wurde um 1600 erbaut. Das Bayerische Landesamt für Denkmalpflege datiert es auf das Jahr 1603. Eventuell wurde das Anwesen vom Segnitzer Baumeister Hans Keesebrod erbaut, der entlang des Maindreiecks wirkte und auch das repräsentative Rathaus von Marktbreit schuf. Vielleicht geht es auch auf einen seiner Schüler zurück. Das Haus entstand etwa gleichzeitig mit der Stadtbefestigung Marktbreits und war Teil der ersten Stadterweiterung, durch die das Pförtleinsviertel als Plansiedlung entstand.
Die Lage am Breitbach führte mehrfach zu Überschwemmungen, so kennzeichnet eine Hochwassermarke den Wasserstand 1687, sowie in weiteren Jahren. Erstmals um 1900 können die Bewohner des Hauses lückenlos nachvollzogen werden. So wurde zwischen 1900 und 1920 das Obergeschoss von der Familie Wirtzinger bewohnt. Anschließend lebte hier die Familie Klauß, später die Familie Fries. Ab 1969 stand das Haus leer. Später erwarb Familie Nieß das Anwesen und verkaufte es an die Metzgersfamilie Vogt. Durch den langjährigen Leerstand war das Haus in den 1980er Jahren einsturzgefährdet. Der Abriss wurde diskutiert. Heute wird das Haus als Baudenkmal eingeordnet. Untertägige Reste von Vorgängerbauten sind als Bodendenkmal registriert. Daneben ist das Haus Teil des Ensembles Altstadt Marktbreit.

## Beschreibung
Das Haus präsentiert sich als zweigeschossiger Eckbau mit Laubengang zur Lagerung der Winterfeuerung und Fachwerkobergeschoss. Es besitzt zwei Schauseiten, wobei das Portal an der Schustergasse mit einem kannelierten Rundbogen geschaffen wurde. In den 1980er Jahren war die ursprüngliche Steintreppe auf dieser Seite verschwunden, heute steht sie wieder. Das Fachwerk des weit vorkragenden Obergeschosses weist mehrere Andreaskreuze auf.